# Вилијам Т. Шерман
Вилијам Тикамса Шерман (енгл. William Tecumseh Sherman; Ланкастер, Охајо, 8. фебруар 1820 — Њујорк, 14. фебруар 1891) је био амерички војник, пословни човек, просветни радник и писац. Служио је као генерал у Војсци Уније („Север“) током Америчког грађанског рата (1861 — 1865), и стекао је славу као изврстан стратег, али је и критикован због доктрине спржене земље коју је примењивао спроводећи тотални рат против Конфедерације. Војни историчар Б. Х. Лајдел Харт је Шермана прогласио „првим модерним генералом“.
Шерман је служио под генералом Јулисизом Грантом 1862. и 1863. током похода који су довели до пада упоришта Конфедерације у Виксбургу на реци Мисисипи. 1864, Шерман је наследио Гранта као командант снага Уније на западном бојишту. Са својим трупама је освојио Атланту, и овај успех је допринето поновном избору председника Абрахама Линколна. Каснији Шерманов марш кроз Џорџију и Каролине (Северна и Јужна Каролина) даље умањио способност Конфедерације да настави са борбом. Прихватио је предају свих армија Конфедерације у Каролинама, Џорџији и на Флориди у априлу 1865.
Кад је Грант ступио на место председника Сједињених Држава 1869, Шерман га је наследио на месту команданта армије (1869 — 1883). На овој позицији је био одговоран за вођење Индијанских ратова у западним Сједињеним Државама током наредних 15 година. Одлучно је одбио да буде увучен у политику, а његови мемоари објављени 1875. представљају један од најпознатијих извора из првог лица о Грађанском рату.